# Technische Hochschule Mannheim

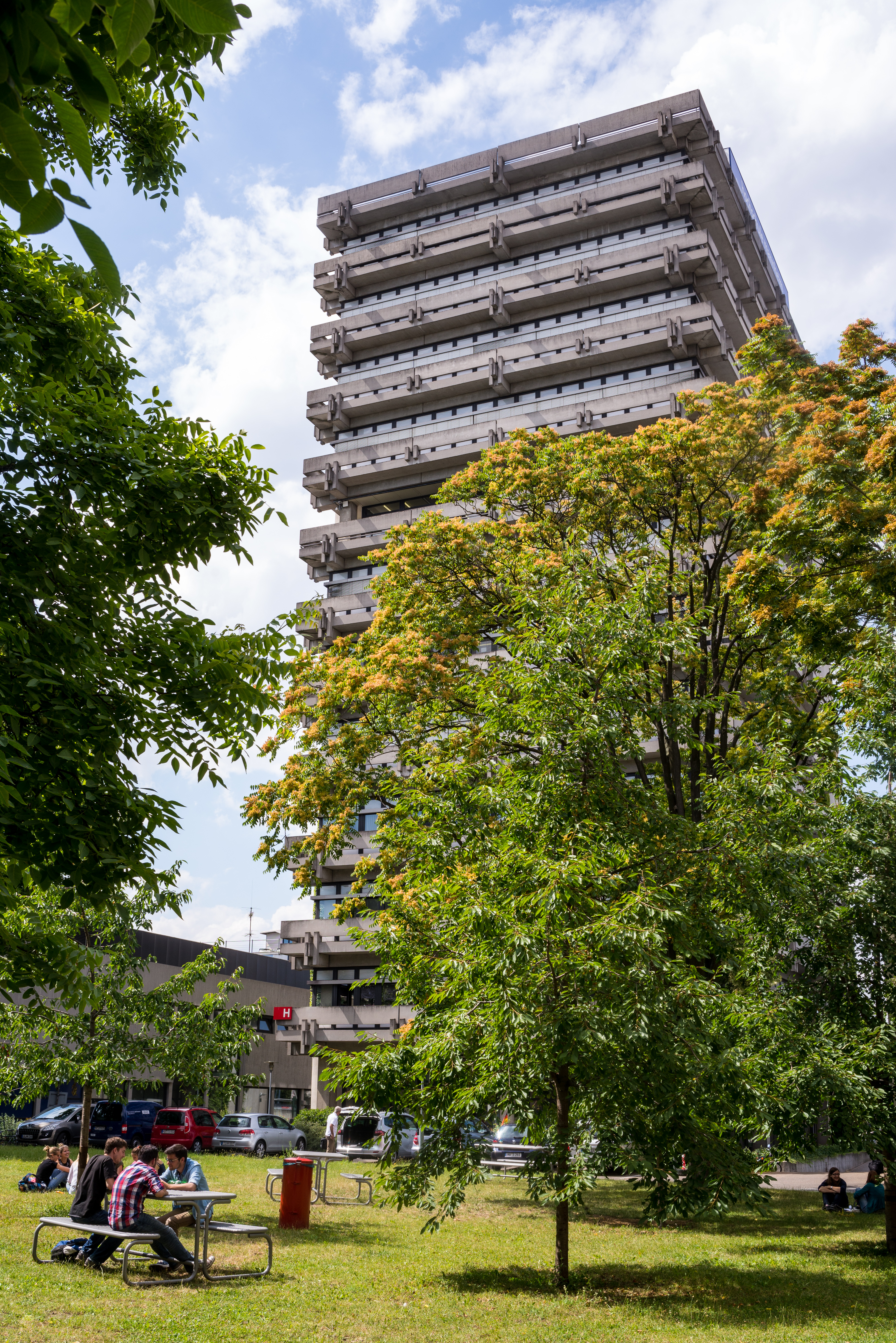
Blick auf Hochhaus vom grünen Campus

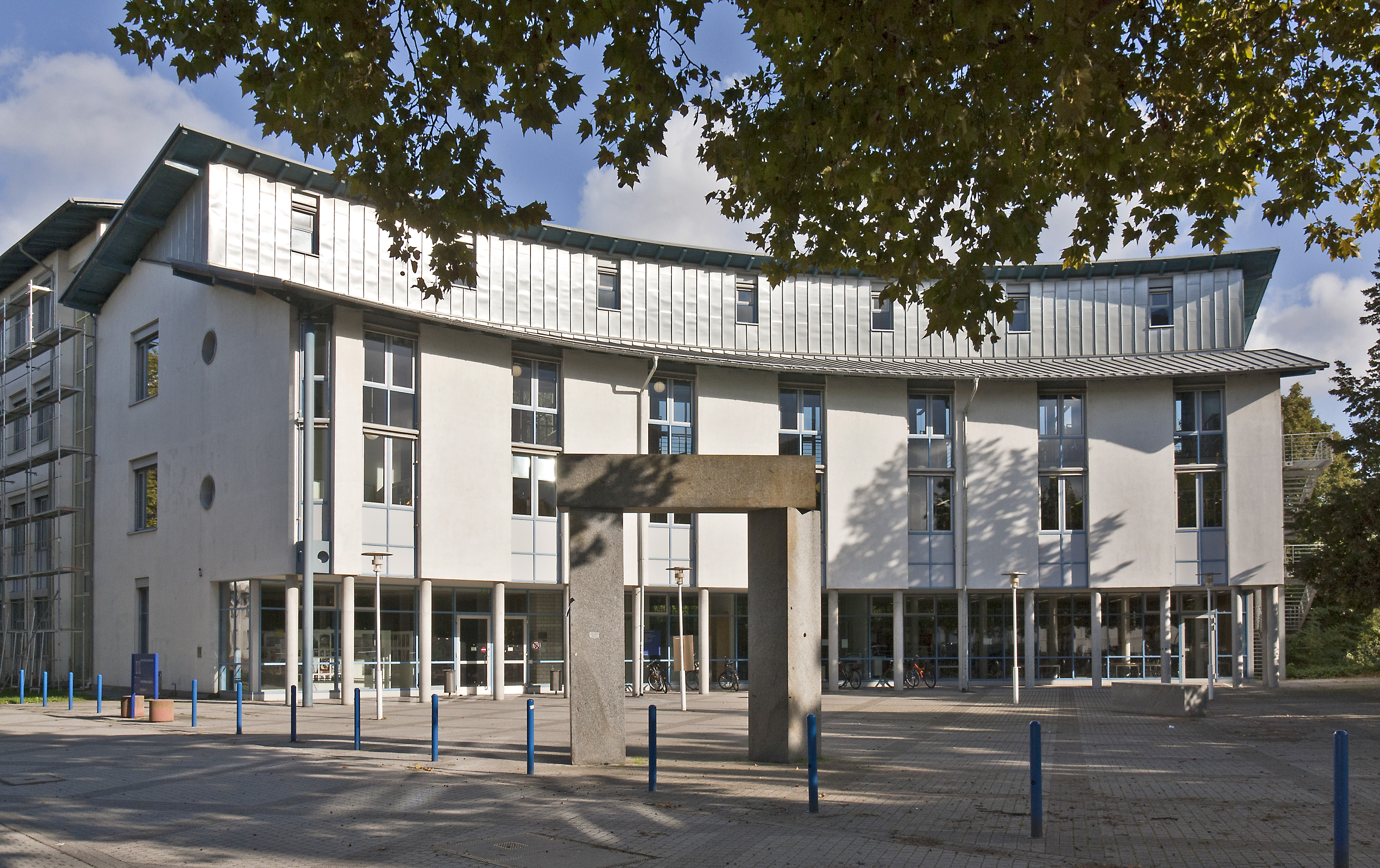
Im Gebäude L befindet sich unter anderem die Bibliothek.

Die Technische Hochschule Mannheim (bis 2025 Hochschule Mannheim) entstand im Jahr 2006 durch die Fusion der Fachhochschule Mannheim – Hochschule für Technik und Gestaltung und der Fachhochschule für Sozialwesen. Sie ist eine deutsche Fachhochschule mit Sitz in Mannheim. Sie ist Gründungsmitglied im 2022 errichteten Promotionsverband der Hochschulen für angewandte Wissenschaften Baden-Württemberg.

## Fakultäten
Die Hochschule ist in 9 Fakultäten gegliedert: Biotechnologie, Elektrotechnik, Gestaltung, Informatik, Informationstechnik, Maschinenbau, Sozialwesen, Verfahrens- und Chemietechnik sowie Wirtschaftsingenieurwesen. Sie bietet 27 Bachelor- und 12 Master-Studiengänge an.

## Geschichte
Die Hochschule wurde 1898 als private, städtisch subventionierte Ingenieurschule mit den Fächern Maschinenbau und Elektrotechnik von Paul Wittsack gegründet. 1939 wurde sie ganz von der Stadt übernommen und in Städtische Ingenieurschule Mannheim umbenannt. 1962 wurde sie vom Bundesland Baden-Württemberg übernommen und in Staatliche Ingenieurschule Mannheim umbenannt. In den Folgejahren wurde das Fächerangebot unter anderem durch Chemische Technik, Informatik und Verfahrenstechnik stark erweitert. 1971 erhielt die Ingenieurschule Hochschulstatus und wurde in Fachhochschule für Technik Mannheim umbenannt. 1977 eröffnete man das Hochhaus als Gebäude 10. 1986 erhielt Mannheim im Rahmen eines Bundesmodellversuchs als eine der ersten Fachhochschulen den Studiengang Biotechnologie.
1995 wurde die bislang städtische Fachhochschule für Gestaltung in die Fachhochschule für Technik als Fakultät für Gestaltung mit den Instituten Interaktive Medien, Printorientierte Medien, Zeitbasierte Medien, Fotografie sowie Designwissenschaften eingegliedert. Sie hatte ihren Ursprung in der 1920 gegründeten privaten Werkkunstschule. 1973 war sie von der Stadt Mannheim übernommen worden.
2006 kam es zur Fusion mit der Fachhochschule für Sozialwesen Mannheim. Der Name der Einrichtung war seit 2005 schlicht Hochschule Mannheim.
Die Hochschule ist 2009 als eine der wenigen Hochschulen ohne Promotionsrecht in die European University Association (EUA) aufgenommen worden. Der Beitritt ermöglicht eine bessere Zusammenarbeit in europäischen Forschungsnetzwerken und die Beteiligung an internationalen Forschungsverbünden.
Im Oktober 2024 beschloss der Senat der Hochschule die Umbenennung in Technische Hochschule Mannheim. Das Ministerium für Wissenschaft, Forschung und Kunst Baden-Württemberg stimmte zu. Der neue Name gilt seit dem 1. März 2025.

## Hochschule in Zahlen
- Fakultäten: 9
- Studiengänge: 27 Bachelor- und 12 Masterstudiengänge
- Professoren: 162
- Lehrbeauftragte: 162
- Sprachenlehrkräfte: 5
- wissenschaftlich-künstlerisches Personal: 156
- Mitarbeitende in der Verwaltung / zentralen Einrichtungen und technisches Personal: 261
- Studierende: 5200 – davon Frauen: 36 %
- Internationale Studierende: 632[9]

## Auslandsbeziehungen
- Austauschprogramm mit der University of Maryland, College Park, USA
- Deutsch-französische Studiengänge zusammen mit dem Institut National Polytechnique de Lorraine in Nancy
- Partnerschaften mit über 50 Hochschulen in 30 Ländern weltweit

## Forschungsschwerpunkte
- Digitale Wirtschaft und Gesellschaft
- Gesundes Leben
- Medizinisch orientierte Biotechnologie
- Medizinische Gerätetechnik
- Nachhaltiges Wirtschaften, Energie und Umwelt
- Verfahrens- und Umwelttechnik
- Regenerative Energien
- Tribologie

## Lehrende
- Frank Dopatka (* 1978), Informatiker, seit 2017 Professor für Web-Development und Game-Engineering
- Thomas Friedrich (* 1959), Philosoph und Designwissenschaftler, seit 2000 Professor, leitet das Institut für Designwissenschaft
- Dietmar von Hoyningen-Huene (* 1943), Verfahrenstechniker, ab 1972 Professor, 1985 bis 2007 Rektor der Hochschule
- Rainer Kilb (* 1952), seit 2003 Professor, 2006 bis 2013 Dekan der Fakultät für Sozialwesen
- Eckhard Neumann (1933–2006), Grafikdesigner, Designhistoriker, Publizist und Professor
- Jürgen Rochlitz (1937–2019), Chemiker, von 1975 bis 2001 Professor für Organische Chemie
- Claus-Christian Timmermann (* 1947), Elektrotechniker, seit 1979 Professor, 1985 bis 2012 Leiter des Instituts für Hochfrequenztechnik und Optische Nachrichtentechnik